# Kasteel
Ne doit pas être confondu avec Castel Beer ou Castle (bière).
La Kasteel est une famille de bières brassées par la Brasserie Van Honsebrouck à Ingelmunster qui se décline en sept sortes différentes.